# C/2009 E1 Itagaki
La cometa C/2009 E1 Itagaki è stata scoperta il 14 marzo 2009 dall'astrofilo giapponese Kōichi Itagaki dal suo osservatorio privato situato a Takanezawa, Tochigi.
La cometa è definita non periodica poiché il suo periodo, di 254,65 anni, è superiore al limite massimo convenzionale di duecento anni che hanno le comete periodiche.
Ha una MOID con la Terra di sole 0,230 UA e una ancora più piccola, dell'ordine dei centesimi di UA con il pianeta Venere.